# Portadown
Portadown (în irlandeză Port an Dúnáin) este un important oraș din districtul Craivgon, parte a comitatului Armagh din Irlanda de Nord. Orașul este amplasat pe râul Bann, la 23 km sud-vest de Belfast.
În luna iulie, în oraș avea loc marșul anual al Ordinului Orange. Acest marș — de fapt, protestant — avea loc, în mod tradițional, la Biserica Drumcree din cartierul naționalist-catolic Garvaghy Road, lucru privit drept o provocare de către partea catolică a cetățenilor. Drept urmare marșul a fost interzis în 1998.
Reflectând istoria regiunii, aceasta este compus, ca și întreaga Irlandă de Nord, din două terțe, cea unionistă (protestantă) și naționalistă (catolică).